# Nils Ostermann
Nils Bastian Ostermann (* 13. Jänner 2003) ist ein österreichischer Fußballspieler.

## Karriere
Ostermann begann seine Karriere beim SC Weiz. Im September 2011 wechselte er in die Jugend des SK Sturm Graz, bei dem er ab der Saison 2017/18 auch sämtliche Altersstufen in der Akademie durchlief. Nachdem er bereits im Sommer 2020 zu ersten Freundschaftsspieleinsätzen für Amateure der Grazer gekommen, debütierte er im Juli 2021 für diese in der Regionalliga. In der Saison 2021/22 kam er zu zwölf Einsätzen in der dritthöchsten Spielklasse, mit Sturm II stieg er zu Saisonende in die 2. Liga auf.
Sein Zweitligadebüt gab er dann im Juli 2022, als er am ersten Spieltag der Saison 2022/23 gegen den SV Horn in der Startelf stand. Für Sturm II kam er zu 13 Zweitligaeinsätzen. Nach der Saison 2022/23 verließ er Sturm nach zwölf Jahren. Zur Saison 2023/24 kehrte er dann zum Regionalligisten Weiz zurück und verbrachte dort die nächsten eineinhalb Jahre. Nach 36 Regionalligaeinsätzen und drei Treffern schloss er sich in der Winterpause 2024/25 dem Sechstligisten SV Feldbach an.